# Portet-sur-Garonne
Portet-sur-Garonne è un comune francese di 9 727 abitanti situato nel dipartimento dell'Alta Garonna nella regione dell'Occitania.
Nei documenti del Basso Medioevo, il villaggio è denominato Portellum, probabile diminutivo di portum; nel secolo XVI viene indicato come Portel, da cui deriva il moderno Portet.

## Società

### Evoluzione demografica
Abitanti censiti